# Alejandro Berenguer
Alejandro Berenguer Remiro, detto Álex (Barañain, 4 luglio 1995), è un calciatore spagnolo, centrocampista o attaccante dell'Athletic Bilbao.

## Caratteristiche tecniche
Di piede destro, è un'ala che gioca prevalentemente a sinistra. Può giocare anche da terzino e da esterno di centrocampo in una difesa a 3. Dispone di ottima tecnica e velocità, oltre a essere disciplinato tatticamente.

## Carriera

### Club

#### Osasuna
Cresciuto nel settore giovanile dell'Osasuna, debutta in prima squadra il 10 settembre 2014 nella gara di Copa del Rey contro l'Alavés. Il 10 gennaio 2015 debutta in Segunda División nel pareggio (1-1) con il Recreativo Huelva.
L'anno seguente consegue la promozione in massima serie, segnando tre reti in trentotto presenze. Il 22 settembre 2016 esordisce nella Liga disputando dal primo minuto la gara interna contro l'Espanyol (1-2).

#### Torino
Il 17 luglio 2017 viene annunciato il suo passaggio a titolo definitivo al Torino per cinque milioni e cinquecentomila euro (più un milione di bonus), nel contratto è presente inoltre una clausola che prevede un ulteriore milione e mezzo di euro in caso di vendita all'Athletic Club.
Segna il suo primo goal con la maglia granata in occasione di Lazio-Torino (1-3) valevole per la 16ª giornata di Serie A. Il 5 ottobre 2018 realizza la sua seconda rete in campionato nella vittoria interna (3-2) contro il Frosinone.
Curiosamente, per ben due volte va in rete salvo poi vedersi annullare la marcatura - in entrambi i casi regolare - per quello che verrà poi giudicato un uso erroneo del VAR (a Bologna nel 2017-2018 e a Udine nel 2018-2019).
Il 28 aprile 2019 segna il gol del definitivo 2-0 nel match casalingo contro il Milan. Il 25 luglio 2019 fa poi il suo esordio nelle competizioni UEFA per club, in occasione del primo turno preliminare di Europa League contro il Debrecen (3-0). Il 9 novembre segna la sua prima doppietta in serie A in occasione del successo per 4-0 in casa del Brescia.

#### Athletic Bilbao
Il 2 ottobre 2020, viene ceduto all'Athletic Bilbao per 12 milioni di euro.
Nel luglio del 2024, rinnova il proprio contratto con il club fino al 30 giugno 2027.

## Statistiche
Statistiche aggiornate al 16 marzo 2025.
| Stagione               | Squadra                | Campionato             | Campionato | Campionato | Coppe nazionali | Coppe nazionali | Coppe nazionali | Coppe continentali | Coppe continentali | Coppe continentali | Altre coppe | Altre coppe | Altre coppe | Totale | Totale |
| Stagione               | Squadra                | Comp                   | Pres       | Reti       | Comp            | Pres            | Reti            | Comp               | Pres               | Reti               | Comp        | Pres        | Reti        | Pres   | Reti   |
| ---------------------- | ---------------------- | ---------------------- | ---------- | ---------- | --------------- | --------------- | --------------- | ------------------ | ------------------ | ------------------ | ----------- | ----------- | ----------- | ------ | ------ |
| 2014-2015              | Osasuna B              | TD                     | 33         | 9          | -               | -               | -               | -                  | -                  | -                  | -           | -           | -           | 33     | 9      |
| 2014-2015              | Osasuna                | SD                     | 13         | 0          | CR              | 1               | 0               | -                  | -                  | -                  | -           | -           | -           | 14     | 0      |
| 2015-2016              | Osasuna                | SD                     | 38+1       | 3+0        | CR              | 0               | 0               | -                  | -                  | -                  | -           | -           | -           | 39     | 3      |
| 2016-2017              | Osasuna                | PD                     | 29         | 1          | CR              | 2               | 1               | -                  | -                  | -                  | -           | -           | -           | 31     | 2      |
| Totale Osasuna         | Totale Osasuna         | Totale Osasuna         | 80+1       | 4          |                 | 3               | 1               |                    | -                  | -                  |             | -           | -           | 84     | 5      |
| 2017-2018              | Torino                 | A                      | 22         | 1          | CI              | 3               | 1               | -                  | -                  | -                  | -           | -           | -           | 25     | 2      |
| 2018-2019              | Torino                 | A                      | 31         | 2          | CI              | 3               | 0               | -                  | -                  | -                  | -           | -           | -           | 34     | 2      |
| 2019-2020              | Torino                 | A                      | 29         | 6          | CI              | 2               | 0               | UEL                | 5                  | 0                  | -           | -           | -           | 36     | 6      |
| set. 2020              | Torino                 | A                      | 2          | 0          | CI              | -               | -               | -                  | -                  | -                  | -           | -           |             | 2      | 0      |
| Totale Torino          | Totale Torino          | Totale Torino          | 84         | 9          |                 | 8               | 1               |                    | 5                  | 0                  |             | -           | -           | 97     | 10     |
| ott. 2020-2021         | Athletic Bilbao        | PD                     | 35         | 8          | CR              | 6               | 1               | -                  | -                  | -                  | SS          | 2           | 0           | 43     | 9      |
| 2021-2022              | Athletic Bilbao        | PD                     | 34         | 3          | CR              | 5               | 1               | -                  | -                  | -                  | SS          | 2           | 0           | 41     | 4      |
| 2022-2023              | Athletic Bilbao        | PD                     | 37         | 4          | CR              | 6               | 3               | -                  | -                  | -                  | -           | -           | -           | 43     | 7      |
| 2023-2024              | Athletic Bilbao        | PD                     | 35         | 7          | CR              | 6               | 1               | -                  | -                  | -                  | -           | -           | -           | 41     | 8      |
| 2024-2025              | Athletic Bilbao        | PD                     | 28         | 6          | CR              | 2               | 0               | UEL                | 10                 | 0                  | SS          | 1           | 0           | 41     | 6      |
| Totale Athletic Bilbao | Totale Athletic Bilbao | Totale Athletic Bilbao | 169        | 28         |                 | 25              | 6               |                    | 10                 | 0                  |             | 5           | 0           | 209    | 34     |
| Totale carriera        | Totale carriera        | Totale carriera        | 366+1      | 50         |                 | 36              | 8               |                    | 15                 | 0                  |             | 5           | 0           | 423    | 58     |

## Palmarès

### Club

#### Competizioni nazionali
- Supercoppa di Spagna: 1

Athletic Bilbao: 2021
- Coppa di Spagna: 1

Athletic Bilbao: 2023-2024